# Copa de Oro Argentina
La Copa de Oro Argentina (en français, "Coupe d'Or Argentine") est un tournoi de football espagnol organisé par la Fédération catalane au cours duquel s'affrontèrent le champion d'Espagne et le vainqueur de la Coupe d'Espagne à l'initiative du consul argentin de Barcelone. Le trophée est financé par la colonie argentine basée à Barcelone. La recette du tournoi est donnée aux hôpitaux de Barcelone et Bilbao.
L'unique vainqueur de la Copa de Oro est le FC Barcelone qui bat en finale l'Athletic Bilbao, le 23 décembre 1945, lors d'un match spectaculaire qui s'achève sur le score de 5 buts à 4.
À la suite du succès rencontré par ce trophée, la Fédération espagnole de football (RFEF) décide de l'inclure dans son calendrier officiel dès la saison suivante sous le nom de Coupe Eva Duarte, ancêtre de la Supercoupe d'Espagne, où s'affrontent le vainqueur du championnat et celui de la Coupe d'Espagne.

## Données du match
| Entraîneur :   |
| Josep Samitier |

| Entraîneur :      |
| Juan José Urquizu |

| Entraîneur :   |
| Josep Samitier |

| Entraîneur :      |
| Juan José Urquizu |